# روبرت جاي كالاهان
روبرت جاي كالاهان (بالإنجليزية: Robert Callahan)‏ هو محامي وقاضي أمريكي، ولد في 3 يونيو 1930 في نوروولك في الولايات المتحدة، وتوفي في 2013 بسبب مرض باركنسون.